# Liste der Kulturdenkmale in Scheggerott
In der Liste der Kulturdenkmale in Scheggerott sind alle Kulturdenkmale der schleswig-holsteinischen Gemeinde Scheggerott (Kreis Schleswig-Flensburg) und ihrer Ortsteile aufgelistet (Stand: 14. April 2025).
Die Bodendenkmale sind in der Liste der Bodendenkmale in Scheggerott aufgeführt.

## Legende
In den Spalten befinden sich folgende Informationen:
- Objekt-ID: die Nummer des Kulturdenkmales
- Lage: die Adresse des Kulturdenkmales und die geographischen Koordinaten. Kartenansicht, um Koordinaten zu setzen. In der Kartenansicht sind Kulturdenkmale ohne Koordinaten mit einem roten Marker dargestellt und können in der Karte gesetzt werden. Kulturdenkmale ohne Bild sind mit einem blauen Marker gekennzeichnet, Kulturdenkmale mit Bild mit einem grünen Marker.
- Offizielle Bezeichnung: Bezeichnung des Kulturdenkmales
- Beschreibung: die Beschreibung des Kulturdenkmales
- Bild: ein Bild des Kulturdenkmales

## Bauliche Anlagen
| Objekt-ID     | Lage                                        | Offizielle Bezeichnung       | Beschreibung | Bild            |
| ------------- | ------------------------------------------- | ---------------------------- | --- | --------------- |
| 3682 Wikidata | Dorfstraße 19 (54° 39′ 57″ N, 9° 49′ 18″ O) | Dreiseithof: Wohnhaus        | Alteintragung (Aktualisierung vorgesehen) - Begründung: Alteintragung (Aktualisierung vorgesehen) - Schutzumfang: Alteintragung (Aktualisierung vorgesehen) - Denkmaltyp: Bauliche Anlage | Fotos hochladen |
| 5871          | Brarupholz 2 (54° 40′ 57″ N, 9° 48′ 13″ O)  | Wohn- und Wirtschaftsgebäude | Wohn- und Wirtschaftsgebäude; Mi. 19. Jh.; eingeschossiger Backsteinbau auf winkelförmigem Grundriss, Halbwalmdach mit Reetdeckung, Straßenfront mit Frontispiz über dem außermittigen Hauseingang - Begründung: geschichtlich, Kulturlandschaft prägend - Schutzumfang: gesamtes Objekt - Denkmaltyp: Bauliche Anlage | Fotos hochladen |

## Quelle
- Liste der Kulturdenkmale in Schleswig-Holstein – Kreis Schleswig-Flensburg

- Karte mit allen Koordinaten:
- OSM |
- WikiMap